# ویستا سنتر (نیوجرسی)
ویستا سنتر (به انگلیسی: Vista Center) یک منطقهٔ مسکونی در ایالات متحده آمریکا است که در جکسون، نیوجرسی واقع شده‌است. ویستا سنتر ۸٫۸۷۷ کیلومتر مربع مساحت و ۲٬۰۹۵ نفر جمعیت دارد و ۳۶ متر بالاتر از سطح دریا واقع شده‌است.